# Nine Culliford
Pour les articles homonymes, voir Culliford.
Janine Culliford, dite Nine, née Janine Devroye le 29 mars 1930 et morte le 5 juillet 2016, est une coloriste belge de bande dessinée.

## Biographie
Nine est la femme du dessinateur de bandes dessinées Peyo (pseudonyme de Pierre Culliford, 1928-1992). Elle a longtemps mis en couleur ses planches. C'est notamment elle qui va trouver l'idée de colorier Les Schtroumpfs en bleu. Après le décès de son mari, elle continue d'assurer les couleurs du studio fondé par son fils Thierry (repris par la suite par sa sœur Véronique) qui poursuit l'œuvre de Peyo.
Dès 2005 et jusqu'à présent, les couleurs des Les Schtroumpfs sont signées « © Nine Culliford », nom d'une structure indéfinie, différente de Nine. 
Il est donc important de ne pas confondre Nine et © Nine Culliford. Janine Culliford, dite Nine, n'a jamais signé « Nine Culliford », de même que Pierre Culliford, dit Peyo, n'a jamais signé « Peyo Culliford ».